# Ichneutica sapiens
Ichneutica sapiens là một loài bướm đêm trong họ Noctuidae.